# チャールズ・ハギンズ
チャールズ・ブレントン・ハギンズ（Charles Brenton Huggins、1901年9月22日 - 1997年1月12日）は、カナダ出身のアメリカ合衆国の生理学者で外科医。前立腺癌の専門家としてシカゴ大学でガンの研究を行った。ホルモンによりある種のガンの転移が抑えられることを発見し、ペイトン・ラウスとともに1966年度のノーベル生理学・医学賞を受賞した。この発見は、ガンが化学物質で制御できることを示す初めての成果だった。
ハギンスはカナダのノバスコシア州ハリファックスで生まれ、1920年にアカディア大学を卒業した。彼はその後ハーバード大学に進学し、1924年に医学博士号を取得した。1997年にイリノイ州のシカゴで亡くなった。

## 受賞歴
- 1963年 ラスカー・ドゥベーキー臨床医学研究賞
- 1965年 パサノ賞
- 1966年 ガードナー国際賞
- 1966年 ノーベル生理学・医学賞
- 1985年 ベンジャミン・フランクリン・メダル

## 参照
- Nobel biography
- Prostate Cancer
- Ben May Department for Cancer Research